# Districtul Kut Chum
Kut Chum (în thailandeză กุดชุม) este un district (Amphoe) din provincia Yasothon, Thailanda, cu o populație de 65.959 de locuitori și o suprafață de 544,0 km².

## Componență
Districtul este subdivizat în 9 subdistricte (tambon) which make up 125 de sate (muban).
| 1. Kut Chum (กุดชุม) 2. Non Pueai (โนนเปือย) 3. Kammaet (กำแมด) 4. Na So (นาโส่) 5. Huai Kaeng (ห้วยแก้ง) | 1. Nong Mi (หนองหมี) 2. Phon Ngam (โพนงาม) web site (Thai) Arhivat în 17 august 2019, la Wayback Machine. 3. Kham Nam Sang (คำน้ำสร้าง) 4. Nong Nae (หนองแหน) |